# Ааро Паярі
Ааро Олаві Паярі (нар. 17 липня 1897 — пом. 14 жовтня 1949, Тампере) — фінський військой діяч, учасник Зимової війни, Радянсько-фінської війни 1941—1944 років і Лапландської війни. Кавалер Ордену Хрест Маннергейма (двічі).

## Біографія
Народився 17 липня 1897 року в сім'ї Оллі Паярі (батько) і Марії Гелени Лаатунен (мати). Закінчив школу у місті Лахті.
Брав участь у Громадянській війні у Фінляндії. Зокрема був учасником Олонецької експедиції 1919 року у Східній Карелії.
1929 року одружився із Кайею Бьорклунд (фін. Kaija Björklund).
Є одним із найвідоміших фінських військових командирів часів Другої світової війни. Групи під командуванням Паярі неодноразово ефективно діяли проти чисельніших сил ворога.
Особливо відзначився під час переможної для фінської армії битви біля Толваярві 12 грудня 1939 року, в якій був командиром 16-го піхотного полку. У результаті битви було розгромлено 139-ту стрілкову дивізію Радянської армії, незважаючи на значну чисельну перевагу останньої. За цю перемогу 18 грудня 1939 року отримав звання полковника.
Згодом Карл Густав Маннергейм так згадуватиме ці події:
| | \| Цими силами полковник Талвела має взяти ініціативу у свої руки і перейти у контрнаступ. Щоправда, війська ослаблені, помітив я, але командир 16-го піхотного полку підполковник Паярі — талановитий офіцер, має наступальний дух і тактичне бачення \| Оригінальний текст (рос.) Этими силами полковник Талвела должен взять инициативу в свои руки и перейти в контрнаступление. Правда, войска ослаблены, заметил я, но командир 16-го пехотного полка подполковник Паяри — талантливый офицер, обладает наступательным духом и тактическим видением. |
| Цими силами полковник Талвела має взяти ініціативу у свої руки і перейти у контрнаступ. Щоправда, війська ослаблені, помітив я, але командир 16-го піхотного полку підполковник Паярі — талановитий офіцер, має наступальний дух і тактичне бачення | |

З 10 березня 1941 року генерал-майор фінської армії.
Під час Радянсько-фінської війни 1941—1944 років, яку у Фінляндії називають також Війною продовження, командував 18-ю дивізією, яка змогла розвинути наступ на Карельському перешийку. За успішні дії був нагороджений Хрестом Маннергейма II ступеню 14 вересня 1941 року.
Навесні 1942 року командував атакувальними діями фінів у битві за Суурсаарі у Фінській затоці, у результаті якої було захоплено острови Гогланд і Великий Тютерс. 21 жовтня 1943 року був переведений на посаду командира 3-ї дивізії, яку очолював до кінця війни. Поміж іншим, дивізія під керівництвом Паярі зіграла роль у стримуванні наступу радянських військ біля Талі-Іхантала влітку 1944 року.

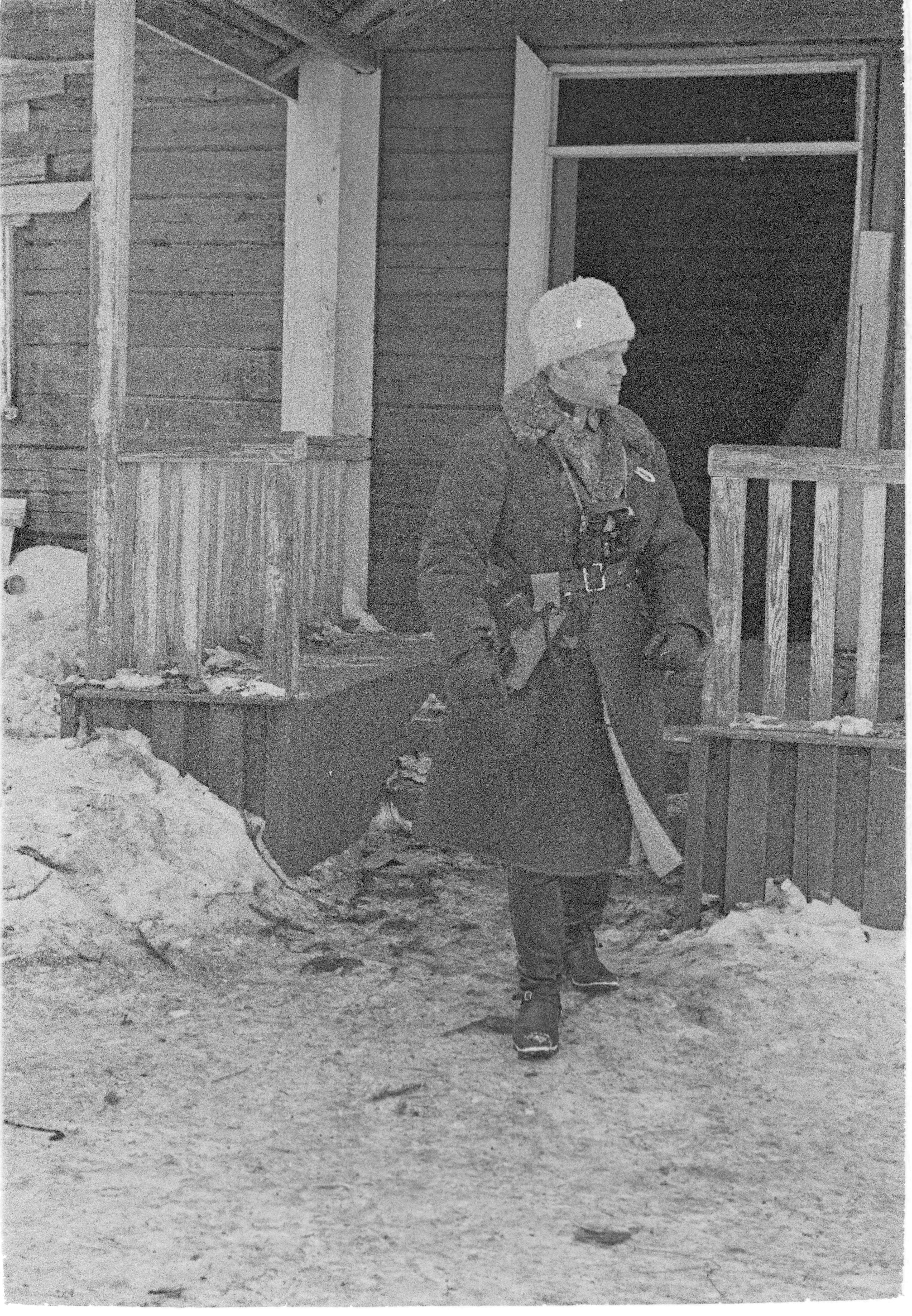
Полковник Паярі у Толваярві

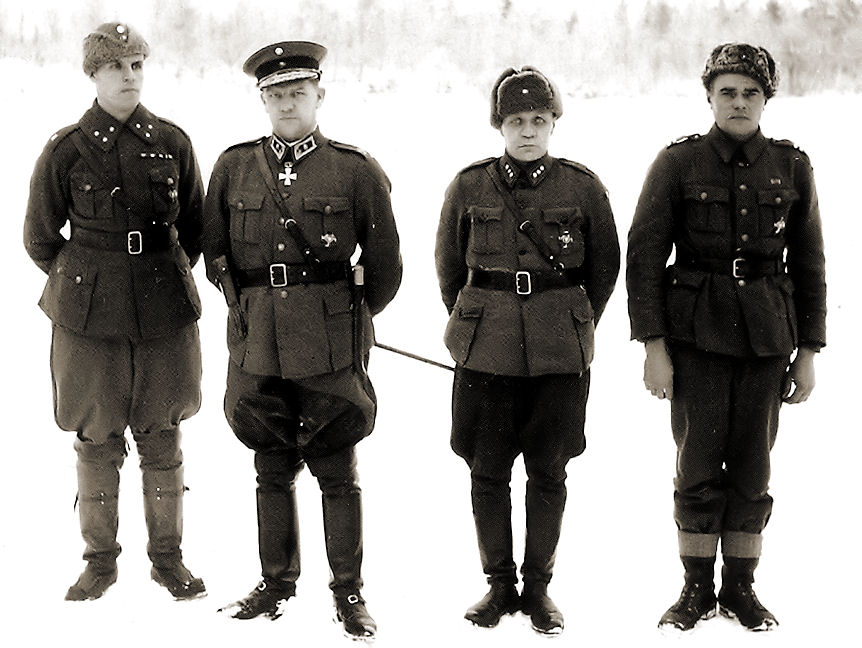
Лицарі Хреста Маннергейма (другий зліва — генерал-майор Ааро Паярі)

Брав активну участь у Лапландській війні проти Нацистської Німеччини. За свої дії у битві біля Торніо був вдруге нагороджений Хрестом Маннергейма другого ступеню, ставши першим із чотирьох двічі кавалерів цієї нагороди.
Після завершення Другої світової війни не переслідування. Помер 14 жовтня 1949 року через проблеми із серцем. Був похований у місті Тампере.